# Леспар-Медок (округ)
Леспар-Медок (фр. Lesparre-Médoc) — округ (фр. Arrondissement) во Франции, один из округов в регионе Аквитания (историческая область Франции). Департамент округа — Жиронда. Супрефектура — Леспар-Медок.
Население округа на 2006 год составляло 45 602 человек. Плотность населения составляет 35 чел./км². Площадь округа составляет всего 1318 км².